# Mirrors (singel Justina Timberlake’a)
Mirrors – drugi singel Justin Timberlake'a. Utwór pochodzi z trzeciej płyty The Experience 20/20. Piosenka została napisana przez Timberlake’a, Timothego Mosleya, Jerome Harmona, Jamesa Fauntleroya.

## Teledysk
Teledysk wyreżyserowała Floria Sigismondi. Teledysk zdobył dwie statuetki MTV Video Music Awards 2013 (w tym teledysk roku), i kolejne dwie nominacje. Podczas MTV Europe Music Awards 2013 również nominowano muzyczną ilustrację piosenki do kategorii najlepszy teledysk.